# Großer Schönberg bei Breitenbach
Der Große Schönberg bei Breitenbach ist ein Naturschutzgebiet in der hessischen Gemeinde Schauenburg im Landkreis Kassel.

## Allgemeines
Das Naturschutzgebiet mit der Gebietsnummer 1633037 ist 22,1 Hektar groß. Es steht seit dem 25. Juli 1995 unter Naturschutz.

## Beschreibung
Das Naturschutzgebiet liegt westlich von Kassel im Naturpark Habichtswald. Es umfasst Hute- und Magerrasenflächen am in südwestliche Richtung exponierten Hangbereichen der Basaltkuppe des Großen Schönberges. Diese werden durch Beweidung gepflegt, wobei die Beweidung bis 2013 mit Schafen durchgeführt und dann auf Robustrinder umgestellt wurde.